# デアリゲン

デアリゲン（独: Därligen）は、スイスベルン州インターラーケン＝オーバーハスリ区にある基礎自治体（Einwohnergemeinde）。

## 歴史
デアリゲンは、1244年にテトニンゲン（Tedningen）という名で初めて歴史に現れる。人が居住した最古の形跡は、青銅器時代の遺物が湖の岸の近辺で発見されている。中世の間は、ウンスプネン領の一部であった。1515年にベルンに編入される。

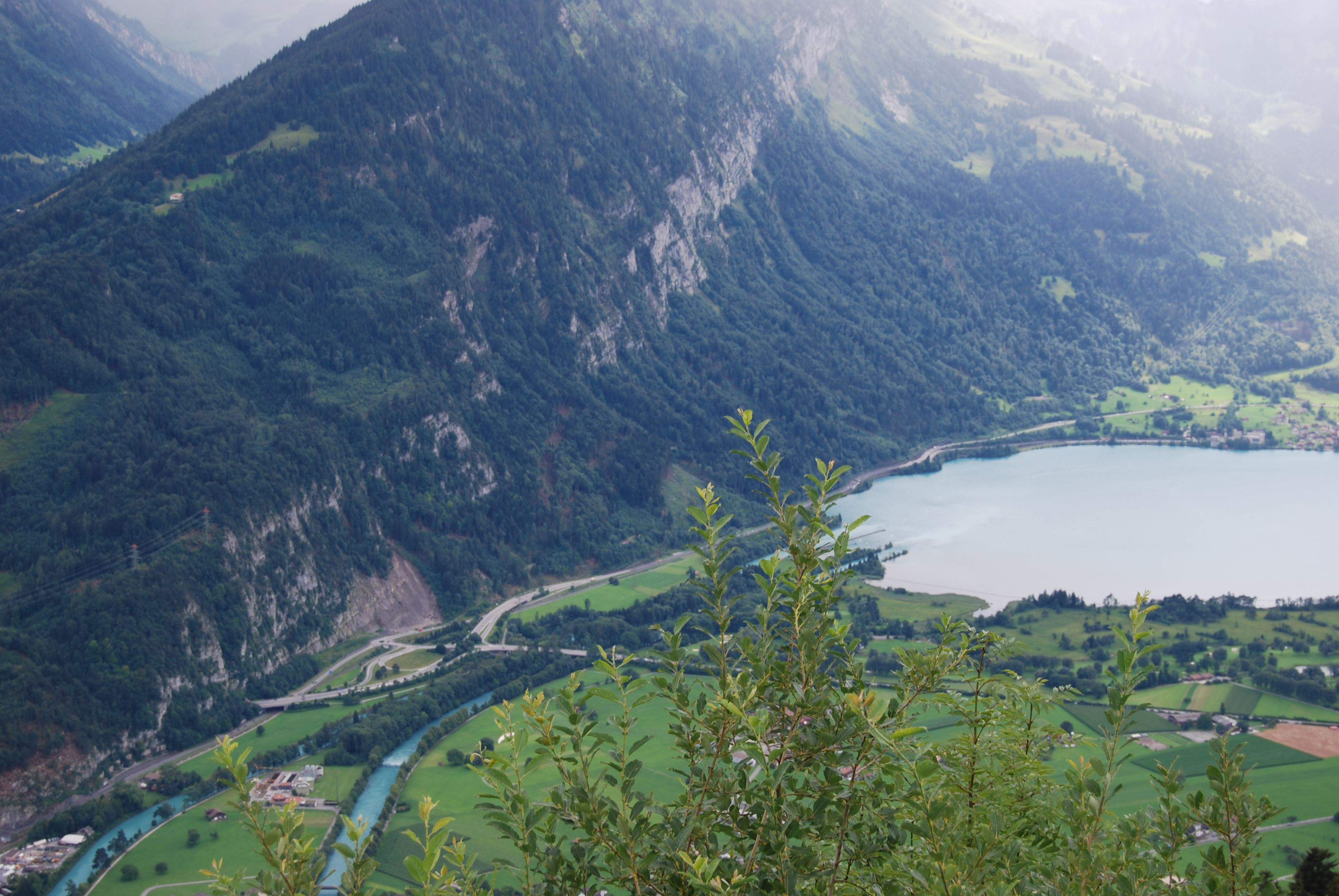
トゥーン湖に臨むデアリゲン、ウンターゼーンおよびインターラーケン

1956年の空撮写真

1872年にベーデリ鉄道がデアリゲンからインターラーケンまで開通し、1874年にはベーニゲンまで延伸された。当初この路線はスイスの鉄道網に接続しておらず、トゥーン湖とブリエンツ湖の蒸気船航路同士を繋ぐ役割に過ぎなかったので、デアリゲンですべての貨物と旅客が船と鉄道を乗り換えていた。しかし、1893年には路線が西のトゥーンまで延伸され、その先のベルンやその他の地域にも接続した。そのため、デアリゲンでは乗り換えの必要が無くなった。ベーデリ鉄道はBLS鉄道の一部となった

## 地理
デアリゲンはベルン高地にあり、トゥーン湖の南岸に位置する。アーレ川が湖に注ぐ河口の湖岸に広がるが、市域にはデアリヒグラート連峰（Därliggrat）の尾根までが含まれる。
境界を接する自治体は、西側のトゥーン湖沿いにライッシゲン、尾根を挟んで南にザクセテンおよび東にヴィルダースヴィルとマッテン・バイ・インターラーケン、東側のアーレ川沿いにインターラーケンである。
デアリゲンには、BLS鉄道のデアリゲン駅がある。

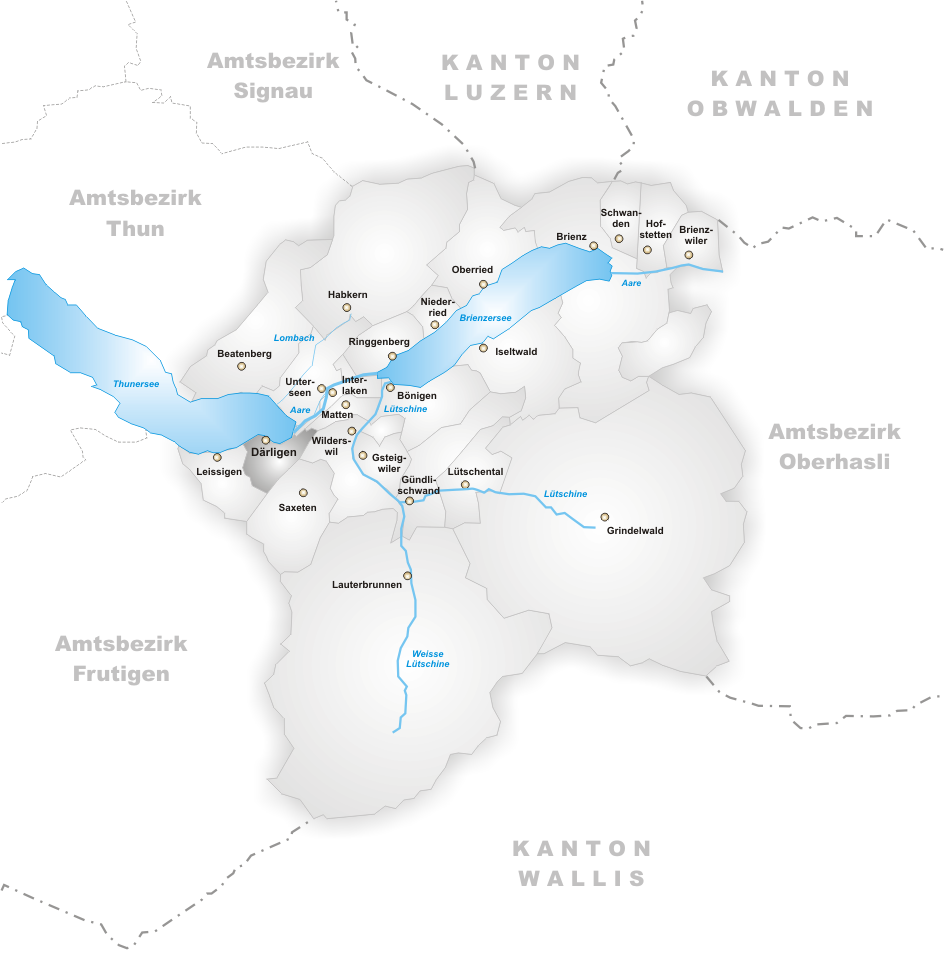
位置図